# Jean-François Mandar
Pour les articles homonymes, voir Mandar (homonymie).
Jean-François Mandar, couramment appelé le Père Mandar, né en 1732 à Marines et mort à Paris en 1803, est un prêtre et prédicateur oratorien français. 

## Biographie
Dès l’année 1762, Mandar professait les humanités au collège de Juilly, où il est cité comme tel dans Les Confessions de Jean-Jacques Rousseau, à l’occasion d’un gouter qu’ils firent ensemble à Montmorency, la veille du décret lancé contre l’auteur de l’Émile par le parlement de Paris. C’est lui qui donna au philosophe de Genève l’idée de traiter le sujet du lévite d’Éphraïm.
Son talent pour la chaire que lui avait acquise sa réputation dans les exhortations chrétiennes qu’il adressait aux élèves et par ses sermons, le fit appeler pour prêcher devant le roi, en 1771, et prononcer en 1772 devant l’Académie française, le panégyrique de Saint-Louis, qui fut entendu le lendemain par l’Académie des inscriptions et belles-lettres, avant d’être traduit en espagnol.
En 1789, il fut nommé supérieur du séminaire Saint-Magloire, à Paris, puis supérieur du collège de Juilly, poste dans lequel il se fit également une réputation, et qu’il quitta en 1790, pour habiter la maison de retraite à Paris. L’abrogation des ordres religieux, et son refus de prêter le serment à la Constitution civile du clergé, l’obligèrent à s’exiler en Angleterre. Y ayant trouvé un asile dans la maison d’un ancien élève anglais, il y prêcha plus d’une fois devant les Français émigrés.
Lorsque le climat politique de la France s’apaisa sous le Consulat, Mandar s’empressa de rentrer et il y fut accueilli avec autant d’égards que de bienveillance par Joseph Fouché, son ancien confrère à l’Oratoire, qui lui faisait espérer un évêché. Mais Mandar préféra vivre de son modeste patrimoine que son neveu, l'écrivain Théophile Mandar, avait sauvé.

## Œuvres
- Panégyrique de Saint-Louis, qui a été traduit en espagnol.
- Plusieurs Sermons, parmi lesquels on distingue le Sermon sur le Ciel.
- Discours sur la vieillesse, (en vers) 1802.
- Voyage à la Grande Chartreuse, fait en 1775.Ce petit poème, imprimé en 1782, avec une traduction latine du P. Viel, son confrère et son ami, a reparu en 1815, avec des mélanges du P. Viel. On le trouve aussi dans la collection des Voyages amusants en prose et en vers, publiés par La Mésangère.
- Cantique en vers latins.
- Diverses poésies françaises et latines sur divers sujets, versifiées avec esprit et facilité.

## Pour approfondir